# Антоний (Радивиловский)

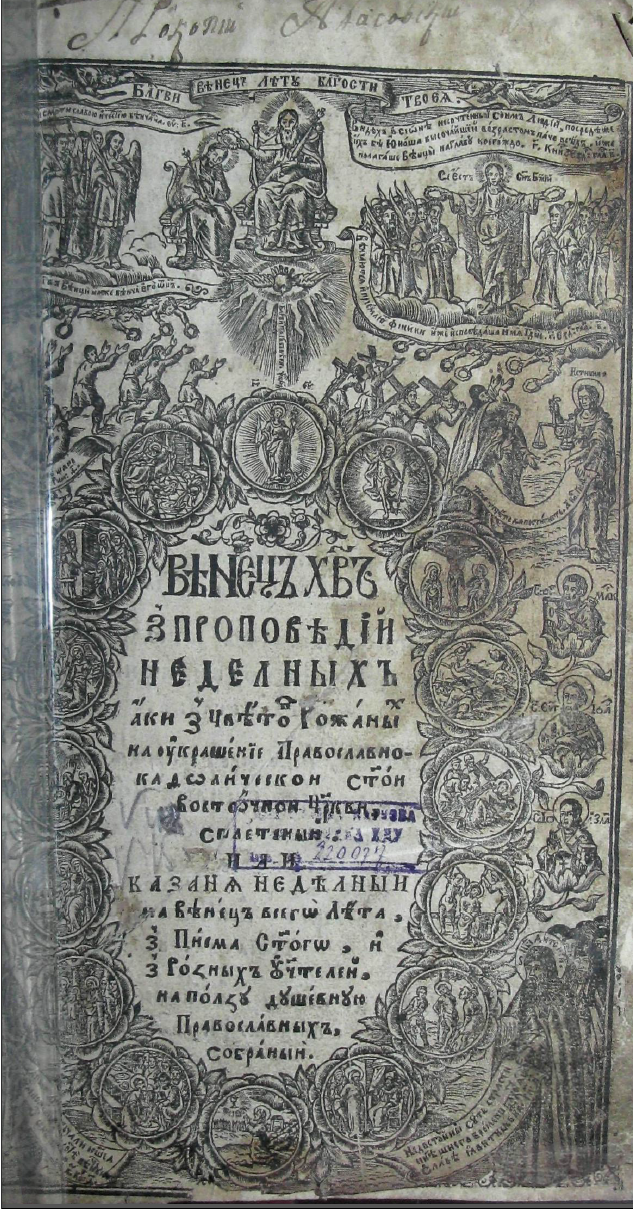
Венецъ Христовъ

Анто́ний Радивило́вский  (1620 — 1688) — восточнославянский церковный писатель, игумен.
Закончил Киево-Могилянскую коллегию, был архидиаконом Черниговской кафедры, после 1656 г. принят в Киево-Печерский монастырь  настоятелем архимандритом Иннокентием (Гизелем),  с 1656  Иннокентием Антоний назначен проповедником, затем был назначен соборным старцем, после стал наместником Киево-Печерской лавры. В  1666 и 1675 годах в качестве наместника Киево-Печерского Антоний приезжал в Москву и был представлен царю Алексею Михайловичу. С 1683 — игумен Пустынно-Николаевского монастыря в Киеве.
В 1676 году он напечатал сборник своих проповедей под названием «Огородок Марии Богородицы» (посвящена Иннокентию (Гизелю)), в ней излагается католическое учение о непорочном зачатии Богородицы. В этой книге содержатся биографические сведения об авторе.
Антоний в 1688 году издал книгу под названием: «Венец Христов, з проповедей неделных, аки з цветов рожаных, на украшение православно-кафолической святой восточной церкви, сплетеный, или казания недельные». Это проповеди, расположенные по церковному кругу недель, захватывающему переходные праздники. В проповедях Радивиловский использует сравнения, приводит нередко свидетельства древних языческих писателей: Тацита, Плутарха, Цицерона, Плиния и других, примеры из древней истории, образы из мифологии, разные анекдоты, случаи из повседневной жизни, притчи.

Перед этим , в  1686 году патриарх Иоаким узнал, что в Киеве готовится издание - «Венец Христов», и запретил печатать её без своего благословения. Когда же книга все-таки была напечатана, то патриарх укорил за это архимандрита Киево-Печерской лавры Варлаама (Ясинского) и митрополита Киевского Гедеон. «Венец Христов» был прислан лаврой царям Иоанну V, Петру I и царевне Софье Алексеевне через наместника Исаакия (Коревича) и соборного старца Антония (Почеку). В сопроводительной грамоте Антоний жаловался на старость и болезни.

В предисловиях и послесловиях к обоим  сборникам Антоний поместил свои стихотворения «Христос, Иже ест Церкви, Матки нашей, Глава», «Мария. Ям раи», «Будь слава Марии», «О титле книги «Венца Христова» сия да будуть прочтенна слова». Сохранились авторские рукописи книг Антония 1671 и 1676-1683 годов.
Московский собор 1689 года, созванный патриархом Иоакимом, осудил сочинения Радивиловского.